# 補助GPS
補助GPS（英: Assisted GPS, A-GPS, aGPS）は、GPSによる位置情報の取得において、最初の位置情報取得までの時間を短縮するために用いられるシステムである。GPS以外の衛星測位システムにおいても同様の仕組みが存在する。

## GPSの問題点
GPS受信機は、GPS衛星から発信される電波信号（衛星の軌道情報と精密な時刻情報、補正情報）を受信し、他のGPS衛星から受信した電波の情報、およびその到着時刻のごくわずかな差から、衛星との間の距離を算出し三角測量法によって自らの位置を計算によって導き出す。
しかし、衛星から発信される情報の伝送速度は毎秒50ビットと極めて遅く、複数の衛星から軌道情報を実際に受信して位置を計測するには、12.5分ほどと長い時間を要する。また、情報を取得する途中に衛星からの信号が受信できなくなった場合は、また最初からやり直さなければならず、さらに長い時間を要する。
カーナビゲーションシステムがエンジン始動後即座に自車位置を取得できるのは、衛星から前回取得した情報を本体のメモリー内に記憶しているからである。たとえばユピテルのポータブルカーナビゲーション製品は取扱説明書に「本機を初めてご使用になる場合は、GPS測位が完了するまで20分以上時間がかかる場合があります。」と記載している。また、長期間にわたって情報を受信しなかった場合や、自走ではなくキャリアカー、カートレイン、カーフェリーなどで移送されるなど、カーナビゲーションシステムに通電されないまま自車位置が大きく変わった場合にも、メモリー内に保存されたデータとその時受信できる衛星からの情報が乖離するため、測位に時間を要する。

## 補助GPSの概要
補助GPSでは、携帯電話ネットワークやインターネットなど、衛星からの受信に比べ充分に高速な地上系の通信手段を用いて、これらの衛星の軌道情報や補正情報を受信機に提供する。衛星のID（SVN; 宇宙機番号）何番の衛星の軌道情報（いつの時点でどこを飛んでいるか）という、比較的大きな情報を高速に取得できれば、衛星からは衛星IDと時刻情報など小さなデータだけを受信すればよい。受信機は、衛星から受信した時刻情報の到着時間差をもとに位置を計算する作業に即座にとりかかることができるため、最初の測位までに要する時間を大幅に短縮することができる。
また、携帯電話やWi-Fiのネットワークでは、基地局の設置されている位置の情報や、複数の基地局の電波の受信強度の差などの情報から、おなじく三角測量法によって端末のおおまかな位置を割り出すことが可能である。GPSのみでは電波の受信状態の変動によって測位結果が大きく変動することがあるが、比較的ブレの少ない LPS (LTE Positioning System) や WPS (Wi-Fi Positioning System) といわれるこれら地上系の測位技術を併用することで、現在位置の確定までにかかる時間を短縮することができる。多くの携帯電話は、これらの位置特定システムを補助GPSと組み合わせて用いている。
GPS衛星の数はおよそ30であるが、これらの手段では、算出したおおまかな位置情報をもとに、その時その場所で受信できるGPS衛星の情報のみが選択的に提供される。

## 注意点
携帯電話ネットワークに接続していても、すべての場合において補助GPS機能を利用できるとは限らない。特に、ローミングエリア内では利用できないことが多い。基地局の位置情報や、それをもとに位置を算出するサービスは、ネットワークを運営する事業者が自社の顧客向けに提供しているものであり、ローミング先には提供していないためである。
通信手段としてWi-Fiのみを利用する Wi-Fi モデルのタブレット端末では、屋外で測位する際には通信手段であるモバイル Wi-Fi ルーターが WPS 測位の妨げになる場合がある。Wi-Fi モデルは頻繁に測位機能を利用するナビ用途などには適しておらず、アップルiPadなどでは、Wi-FiモデルにはそもそもGPS機能を搭載せず、LTEモデルにのみGPS機能を搭載している。